# Minamoto no Yoriie

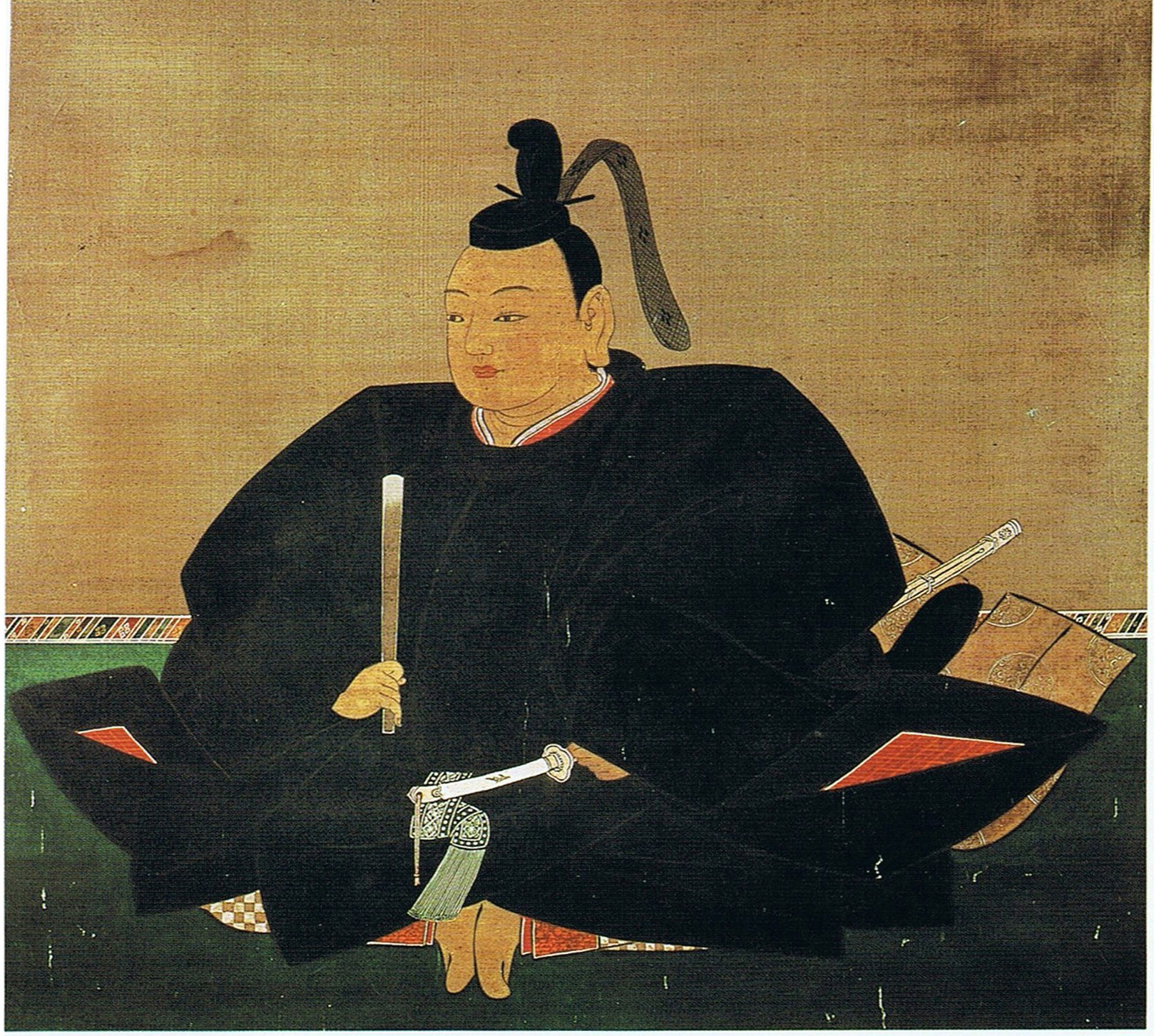

Minamoto no Yoriie, född 1182, mördad 1204, andra shogunen av Kamakura-shogunatet i Japan. Son till Minamoto no Yoritomo och Hojo Masako. 
Efter sin faders död 1199 blev Yoriie Minamoto-ättens överhuvud. Hans morfar, Hojo Tokimasa, hade efter faderns död tillskansat sig den faktiska makten över shogunatet i sin roll som shikken. 1202 utnämndes Yoriie han till shogun och 1203 avgick han till förmån för sin yngre broder Minamoto no Sanetomo efter ett misslyckat försök att återta kontrollen från Hojo-ätten. Han placerades i husarrest och mördades 1204.